# Lan Marie Berg
Lan Marie Nguyen Berg (née le 4 mars 1987 à Oslo) est une personnalité politique norvégienne actuellement membre du Storting, le parlement norvégien, où elle représente le Parti de l'environnement - Les Verts. Elle a occupé le poste d'adjointe pour les transports et l'environnement de la ville d'Oslo de 2015 à 2021, date à laquelle elle a démissionné à la suite d'un vote de confiance. 

## Biographie
Le père de Lan Marie Berg, Khanh Thanh Nguyen, a quitté le Vietnam pour la Norvège à l'âge de 13 ans en 1968, après être devenu paralysé à la suite d'une chute. Sa mère, Mari Ann Berg, est une politicienne locale pour le Parti socialiste de gauche à Oppegård,.
Berg est titulaire d'une maîtrise du Centre pour le développement et l'environnement de l'Université d'Oslo. Berg a écrit sa thèse de maîtrise sur l'utilisation de l'énergie solaire dans un village kenyan.

## Parcours politique
Berg a rejoint l'organisation environnementale Spire en 2009, et a travaillé pour le festival Oslo Mela. Elle a également fait partie d'un collectif de blogs environnementaux appelé Grønne jenter (en français: Filles vertes), mis en place par un groupe de dix femmes qui écrivaient sur la mode, la nourriture et le mode de vie respectueux de l'environnement,. Berg a été élue pour la première fois au conseil municipal d'Oslo lors des élections locales norvégiennes de 2015, après avoir été désignée comme tête de liste du Parti de l'environnement - Les Verts (MDG) à Oslo en septembre 2014.

### Adjointe au maire de la ville d'Oslo
À la suite des élections locales de 2015, elle a été nommée adjointe aux transports et à l'environnement du maire travailliste Raymond Johansen.
Lors des élections locales norvégiennes de 2019, elle a de nouveau été désignée comme tête de liste du MDG à Oslo. Elle a obtenu le plus de voix de tous les autres candidats du parti.
Berg a été en congé parental du 2 janvier au 3 août 2020, et ses fonctions d'adjointe ont été assumées par le chef adjoint du parti, Arild Hermestad.
En 2020, le Parti du progrès et le parti Action populaire "Non à plus de péages routiers" ont soumis une motion de défiance contre Berg pour violation de la loi sur l'environnement de travail depuis 2013 et rétention d'informations au conseil municipal. La motion n'a pas été adoptée,.
En février 2021, elle a annoncé qu'elle avait l'intention de créer une zone à zéro émission dans la ville où les voitures à essence et diesel seraient interdites.
En mai, la police d'Oslo a annoncé qu'elle allait enquêter sur un certain nombre de menaces proférées à son encontre sur Internet après qu'elle a publié un message sur Facebook exprimant sa solidarité avec Gaza pendant la crise israélo-palestinienne de 2021,,.
En juin, le conseil municipal d'Oslo a adopté une motion de défiance à son encontre à la suite d'une controverse concernant le budget du nouveau système d'approvisionnement en eau de la ville, en cours de construction. Elle a assuré l'intérim jusqu'à ce que le maire en place, Raymond Johansen, soit chargé de former un nouveau cabinet municipal. Berg a démissionné le 18 juin et a été remplacée par Hanna Marcussen à titre intérimaire. Son successeur permanent est Sirin Helvin Stav,. 

### Élections législatives de 2021
Lors des élections législatives norvégiennes de 2021, Lan Marie Berg obtient l'un des trois sièges du Parti de l'environnement - Les Verts (MDG) au parlement.